# Namorona
El Namorona és un riu de la regió Vatovavy-Fitovinany, a l'est de Madagascar. Neix a les terres altes centrals prop del municipi de Ambalakindresy, discorre pel Parc Nacional de Ranomafana, on és alimentat per tot una sèrie d'afluents. Forma les cascades Andriamamovoka, i desemboca a l'oceà Índic a prop de la ciutat de Namorona.